# One more time, One more chance
One more time, One more chance là đĩa đơn của nam ca sĩ người Nhật Yamazaki Masayoshi được phát hành vào ngày 22 tháng 01 năm 1997 dưới nhãn của hãng Polydor Japan. Bài hát cùng tên One More Time, One More Chance trong đĩa đơn đã đạt hạng 18 trong bảng xếp hạng Singles tuần Oricon và tiếp tục trụ hạng trong 24 tuần. Bài hát còn được sử dụng làm nhạc kết thúc của phim 5 Centimet trên giây. Đĩa đơn này được phát hành lại vào ngày 3 tháng 3 cùng năm, dưới nhãn của hãng Nayutawave Records và trở lại bảng xếp hạng với vị trí thứ 52 

## Danh sách track

### Bản gốc
- "One More Time, One More Chance"
- "Yousei to Ita Natsu" (妖精といた夏?)
- "One More Time, One More Chance (Karaoke)"

### Phát hành
- "One More Time, One More Chance"
- "Yuki no Eki: One More Time, One More Chance (from 5 Centimeters Per Second Soundtrack)" (雪の駅～Ｏｎｅ　ｍｏｒｅ　ｔｉｍｅ，Ｏｎｅ　ｍｏｒｅ　ｃｈａｎｃｅ～（ｆｒｏｍ『秒速５センチメートル』Ｓｏｕｎｄｔｒａｃｋ）?)
- "One More Time, One More Chance (Hikigatari Ver.)" (Ｏｎｅ　ｍｏｒｅ　ｔｉｍｅ，Ｏｎｅ　ｍｏｒｅ　ｃｈａｎｃｅ（弾き語りＶｅｒ．）?)

## Bảng cover
- Beni Arashiro đã phát hành phiên bản tiếng Anh của bài hát trong track 5 của album Covers vào 21 tháng 3 năm 2012. Lời hát tiếng Anh được dịch sát nghĩa theo bản gốc tiếng Nhật.